# Гайследен
Гайследен (нім. Geisleden) — громада в Німеччині, розташована в землі Тюрингія. Входить до складу району Айхсфельд. Складова частина об'єднання громад Ляйнеталь.
Площа — 16,58 км2. Населення становить 975 ос. (станом на 31 грудня 2021).

## Галерея

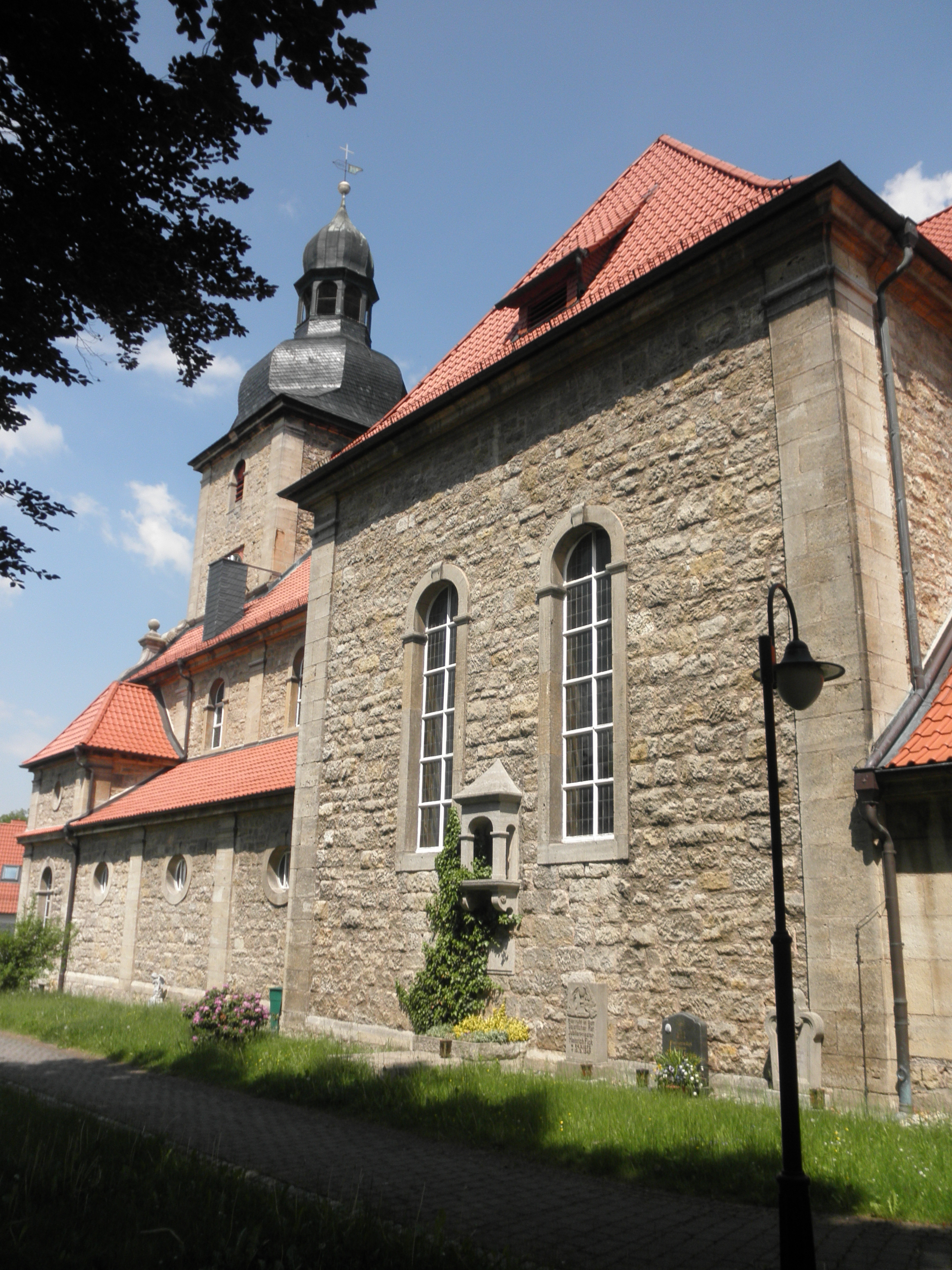